# Пашуки (Улашанівська сільська громада)
Пашуки́ — село в Україні, в Улашанівській сільській громаді Шепетівського району Хмельницької області.

## Географія
Село розташоване на лівому березі річки Корчик. Межує з такими селами: Хоровець, Хутір, Бачманівка, Корчик, Гута, Марачівка, Сьомаки.

## Історія
В кінці 19 століття в селі 61 будинок і 313 жителів. За переписом 1911 року до великої земельної власності поміщика Голєбського належало 467 десятин. На полях біля села було 20 курганів.
У 1906 році село Хоровецької волості Ізяславського повіту Волинської губернії. Відстань від повітового міста 44 верст, від волості 2. Дворів 172, мешканців 958.
7 (20) листопада 1917 року, відповідно до Третього Універсалу Української Центральної Ради, увійшло до складу Української Народної Республіки.
Під час Голодомору в селі померло 45 осіб.
З 1991 року в селі Пашуки українська влада.
12 червня 2020 року, відповідно до розпорядження Кабінету Міністрів України № 727-р «Про визначення адміністративних центрів та затвердження територій територіальних громад Хмельницької області», увійшло до складу Улашанівської сільської територіальної громади.
19 липня 2020 року, в результаті адміністративно-територіальної реформи та ліквідації Славутського району, село увійшло до складу новоутвореного Шепетівського району.
10 січня 2024 року селі Пашуки парафія церкви Іоанна Богослова перейшла з Московського патріархату в Православну Церкву України.

## Населення
Згідно з переписом УРСР 1989 року чисельність наявного населення села становила 703 особи, з яких 327 чоловіків та 376 жінок.
За переписом населення України 2001 року в селі мешкали 562 особи.

### Мова
Розподіл населення за рідною мовою за даними перепису 2001 року:
| Мова       | Відсоток |
| ---------- | -------- |
| українська | 99,82 %  |
| російська  | 0,18 %   |

## Символіка

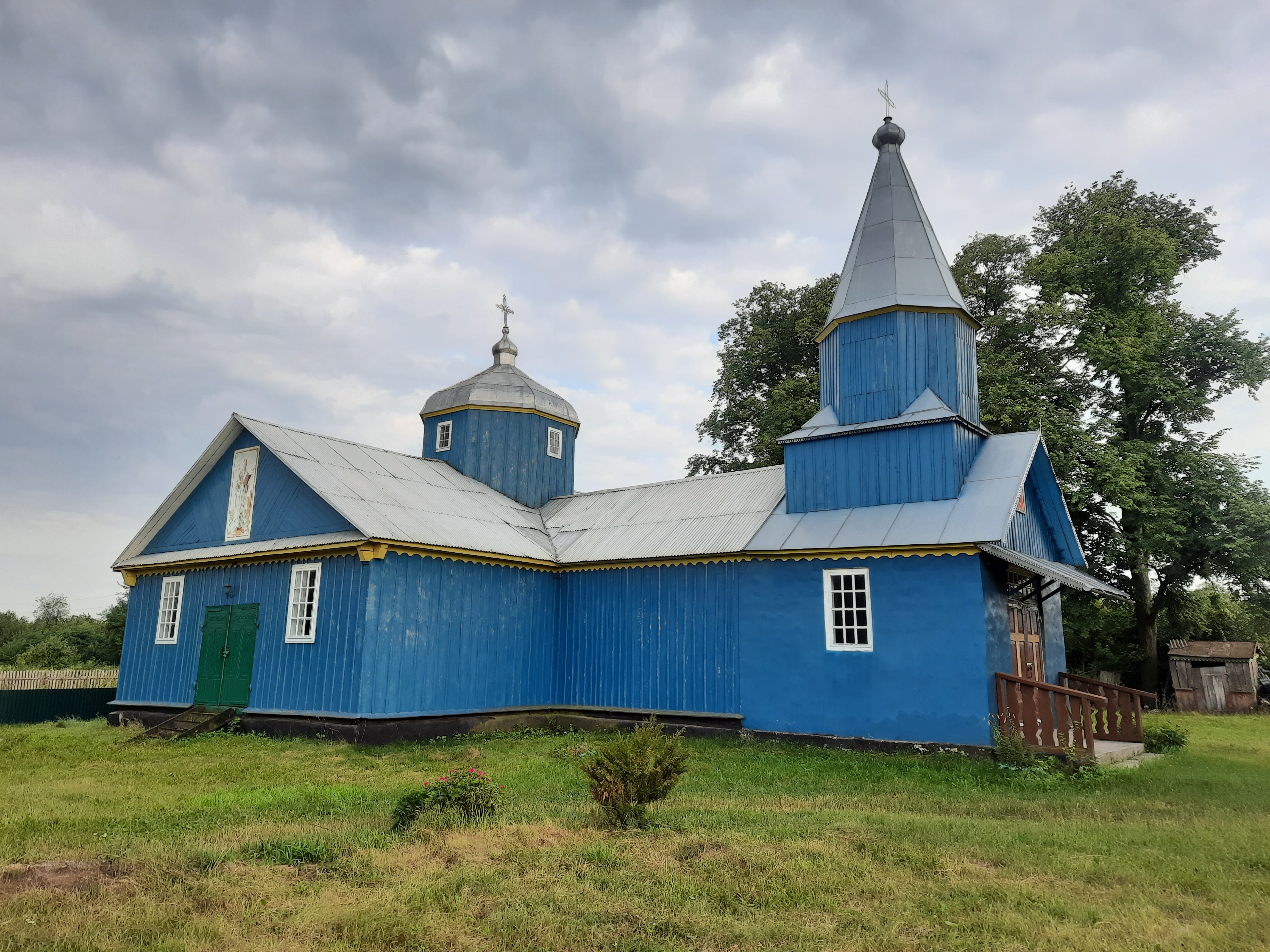
Михайлівська церква

Затверджена 6 червня 2016 р. рішенням № 2 XI сесії сільської ради VII скликання. Автор — В. М. Напиткін.

### Герб
На лазуровому щиті срібний здиблений кінь. На червоній главі три срібні уширені хрести в балку. Щит вписаний в золотий декоративний картуш і увінчаний золотою сільською короною. Внизу картуша напис «ПАШУКИ».
Кінь — символ свободи і волі. Три хрести — символ сільської трикупольної церкви; водночас форма хреста означає належність села до Волині.

### Прапор
Квадратне полотнище поділене горизонтально в співвідношенні 1:2. На верхньому червоному полі три білі уширені хрести в ряд; на нижньому синьому біла підкова вушками догори.